# Xena (personaje)
Xena es el principal personaje en la serie de televisión Xena: la princesa guerrera y de carácter recurrente en la serie Hercules: The Legendary Journeys. Su personaje fue desempeñado por la actriz Lucy Lawless. Xena aparece por primera vez en Hercules (en el episodio The Warrior Princess), como una líder guerrera, seductora y traicionera. Dos episodios más de la serie hacen que pase de villana a amiga y aliada de Hércules. El interés en ella era tan fuerte que poco después se convirtió en el personaje principal de la serie Xena: Warrior Princess. De hecho, Hércules es el que la inicia por el camino de la redención cuando él la combate y le muestra que su egoísmo y la codicia no son la manera de vivir. En su propia serie, Xena se propone redimir su pasado como asesina mediante la lucha contra la tiranía y el mal y proteger a los inocentes y débiles. Muchas de sus aventuras anteriores a su primera aparición se relatan en los episodios de recuerdos.

## Orígenes de Xena
El origen de Xena es fundamental para entender su complejidad como personaje. Nacida en la aldea de Amfípolis, en la Antigua Grecia, Xena es hija de Cyrene, una tabernera, y posiblemente de Atrius, aunque su relación con su padre es ambigua y no está del todo confirmada en la serie. Su infancia y juventud estuvieron marcadas por la tragedia, la pérdida y las decisiones difíciles, elementos que la llevaron a convertirse en una guerrera temida y, finalmente, en una figura en busca de redención.

#### 1. Infancia y Contexto Familiar
Xena creció en Amfípolis, una pequeña aldea rodeada de conflictos constantes debido a los ataques de bandidos y ejércitos invasores. Su madre, Cyrene, tuvo un papel importante en su vida, aunque su relación estuvo marcada por tensiones. Cyrene era una figura trabajadora y firme que intentaba proteger a su familia en un entorno hostil.
Relación con su madre: Aunque Cyrene amaba a Xena, su vínculo se vio afectado después de que Xena tomara decisiones drásticas para defender la aldea. Cyrene desaprobó muchas de las acciones de su hija, especialmente cuando Xena eligió el camino de la violencia.
Hermanos de Xena: Xena tenía dos hermanos, Toris y Lyceus. Lyceus, el más cercano a ella, jugó un papel importante en su vida. Juntos lucharon para proteger su hogar, pero la muerte de Lyceus durante la defensa de Amfípolis marcó profundamente a Xena, llenándola de culpa y empujándola hacia un camino oscuro.

#### 2. El Ataque de Cortese: El Punto de Quiebre
El evento que transformó la vida de Xena ocurrió cuando el caudillo Cortese atacó Amfípolis. Enfrentada a la posibilidad de perder su hogar y su familia, Xena tomó las armas y lideró a los aldeanos en la defensa de la aldea. Aunque lograron resistir el ataque, este enfrentamiento tuvo consecuencias devastadoras.
La Muerte de Lyceus: Durante la batalla, Lyceus murió en combate, dejando a Xena devastada. La pérdida de su hermano no solo fue un golpe emocional, sino también un catalizador para su transformación. La culpa por no haber podido protegerlo y el rechazo de su madre por las decisiones que tomó alimentaron su resentimiento.
El Inicio de la Oscuridad: Después del ataque, Xena decidió que nunca volvería a ser vulnerable. Su trauma la llevó a tomar el control absoluto de su entorno, formando un ejército para proteger Amfípolis y dominar territorios vecinos. Este fue el inicio de su reputación como la "Destructora de Naciones".

#### 3. La Vida como "Destructora de Naciones"
En sus primeros años como líder militar, Xena demostró una habilidad excepcional para la estrategia y el combate. Con su ejército, comenzó a saquear aldeas y conquistar territorios, extendiendo su poder por toda Grecia y más allá. Aunque sus acciones fueron impulsadas inicialmente por un deseo de protección, rápidamente se transformaron en una búsqueda de poder y control.
Relación con Ares, el dios de la guerra: Durante este tiempo, Xena llamó la atención de Ares, quien quedó impresionado por su habilidad y brutalidad. Ares intentó convertirla en su aliada y sucesora, alimentando su ambición y profundizando su conexión con la violencia.
Destrucción de Cirra y el Nacimiento de Callisto: Uno de los actos más atroces de Xena fue la destrucción de la aldea de Cirra, que resultó en la muerte de los padres de Callisto. Este evento no solo la marcó como una figura temida, sino que también plantó las semillas de una enemistad que la perseguiría durante toda su vida.

#### 4. Influencias decisivas en su primeros años
Durante este período de conquista, Xena también se cruzó con figuras que influyeron en su desarrollo, tanto positiva como negativamente.
Relación con Borias: Borias fue un aliado y amante de Xena durante sus campañas militares. Aunque inicialmente compartían ambiciones similares, Borias comenzó a cuestionar las tácticas despiadadas de Xena, lo que al final los llevó a separarse. La ruptura con Borias dejó a Xena con una visión más clara de las consecuencias de sus acciones.
Encuentro con César: Xena también estableció una relación con Julio César, quien en un principio parecía un aliado, pero que finalmente la traicionó. Esta experiencia consolidó su desconfianza hacia los demás y reforzó su crueldad en su búsqueda de poder.

#### 5. El Primer Paso hacia la Redención
A pesar de su fama como conquistadora, Xena comenzó a cuestionar sus acciones después de varias experiencias que destacaron las consecuencias de su brutalidad. Su primer paso hacia la redención ocurrió cuando enfrentó a Hércules en Hércules: The Legendary Journeys. En su intento de derrotarlo, Xena se vio obligada a confrontar la futilidad de su egoísmo y la destrucción que había causado. Hércules, al derrotarla, le mostró una forma de vida diferente, sembrando en ella la idea de que podía cambiar.
Una característica importante de esta serie es la aparición de seres mitológicos personificados como los dioses del Olimpo (Zeus, Afrodita, Ares, Cupido, Poseidón, etc.), héroes como Hércules y Ulises, personajes históricos como Julio César, César Augusto, Calígula, Craso, Cleopatra y otros personajes variados como Odín, Lucifer, Ángeles, Valquirias, Indrajit, Hanuman, Krishna etc.
La serie termina con el episodio doble A Friend In Need I y II en el que la legendaria guerrera es asesinada y decapitada por un ejército de samuráis. Sin embargo, Xena tenía la opción de volver a la vida, pero la rechazó ya que esa era la única manera de salvar y dejar en estado de gracia las 40.000 almas que ella había condenado en Higushi, objetivo final de la redención de Xena como Guerrera.

## La Vida como Conquistadora
La etapa de Xena como conquistadora es crucial para entender su posterior camino hacia la redención. Este período oscuro de su vida está marcado por su ascenso como una figura temida y respetada en todo el mundo antiguo, consolidando su reputación como la "Destructora de Naciones". Motivada por el deseo de proteger a su aldea natal, Amfípolis, tras los ataques de Cortese, Xena adopta una mentalidad de supervivencia extrema que rápidamente degenera en una búsqueda de poder y control absoluto.
1. Formación del Ejército y Primeras Campañas
Después de la muerte de su hermano Lyceus, Xena reúne a un grupo de guerreros con el objetivo de prevenir futuras amenazas a su hogar. Sin embargo, a medida que su ejército crece, su enfoque cambia de la protección a la conquista, utilizando la fuerza para imponer su voluntad.
Expansión de su influencia: Xena rápidamente comienza a expandir su poder, saqueando aldeas y acumulando riquezas para financiar a su ejército. Su estrategia combina tácticas de terror y diplomacia para mantener el control sobre las regiones conquistadas.
Construcción de su reputación: Sus acciones brutales, como la destrucción de aldeas y el uso del miedo como arma, le otorgan el título de "Destructora de Naciones", un apodo que refuerza su imagen como una líder implacable.
2. Relación con Ares, el Dios de la Guerra
Durante este período, Xena establece una conexión profunda con Ares, el dios de la guerra. Ares, impresionado por su habilidad como estratega y guerrera, intenta convertirla en su aliada más leal y, en muchos sentidos, en su sucesora.
Manipulación y tentación: Ares fomenta las ambiciones de Xena, ofreciéndole poder ilimitado a cambio de su lealtad. Aunque Xena acepta su influencia en algunos momentos, su independencia y desconfianza hacia él limitan su control sobre ella.
Simbolismo de la relación: La relación entre Xena y Ares es tanto simbólica como personal. Representa la lucha interna de Xena entre el camino de la violencia y la posibilidad de redimirse. Ares ve en Xena una manifestación perfecta de su filosofía de vida: el poder y el dominio a través de la fuerza.
3. Alianzas y Traiciones
A lo largo de su tiempo como conquistadora, Xena forma alianzas con figuras poderosas que influyen en su desarrollo, pero estas relaciones suelen terminar en traición.
Borias: Borias, un guerrero y estratega, se convierte en uno de los aliados y amantes de Xena. Juntos lideran campañas militares exitosas, pero su relación comienza a deteriorarse cuando Borias cuestiona los métodos despiadados de Xena. La ruptura de su alianza simboliza la pérdida de su última conexión con un enfoque más ético de la guerra.
Julio César: Xena también establece una relación con Julio César, quien aparenta ser un aliado, pero finalmente la traiciona al crucificarla y destruir su ejército. Esta experiencia fortalece la desconfianza de Xena hacia los demás y refuerza su determinación de no depender de nadie.
4. Actos Brutales y Consecuencias
La conquista de Xena está marcada por actos que la perseguirán incluso después de iniciar su camino hacia la redención. Uno de los eventos más significativos es la destrucción de Cirra, la aldea de Callisto.
La destrucción de Cirra: En uno de los momentos más oscuros de su vida, Xena ordena la quema de la aldea de Cirra como parte de una estrategia para consolidar su dominio. Este acto resulta en la muerte de los padres de Callisto, lo que transforma a la niña en una de las mayores antagonistas de Xena. Callisto se convierte en un recordatorio constante de los errores de su pasado y de las consecuencias de sus acciones.
Impacto emocional: Aunque Xena intenta justificar sus acciones como parte de la guerra, la destrucción de Cirra la llena de culpa, un sentimiento que finalmente la impulsa a buscar la redención.
5. La Reputación de la "Destructora de Naciones"
Durante esta etapa, Xena se convierte en una figura legendaria en todo el mundo antiguo. Su nombre evoca tanto respeto como temor, y su presencia en el campo de batalla garantiza la victoria.
Uso del miedo como arma: Xena utiliza su reputación para intimidar a sus enemigos, a menudo logrando victorias sin necesidad de combate directo. Su habilidad para manipular el miedo y la psicología de sus adversarios es una de sus estrategias más efectivas.
Símbolo de poder absoluto: Como "Destructora de Naciones", Xena encarna el poder absoluto, pero este título también refleja el aislamiento y la carga emocional que conlleva su vida como conquistadora.
6. El Punto de Quiebre
El período como conquistadora de Xena culmina en un punto de inflexión cuando comienza a darse cuenta del vacío y la destrucción que ha traído su vida de violencia. Su encuentro con Hércules marca el inicio de su transición hacia el camino de la redención.
Reflexión y arrepentimiento: Hércules desafía las creencias de Xena sobre el poder y la fuerza, mostrándole que puede usar sus habilidades para ayudar en lugar de destruir. Este encuentro siembra las semillas de la redención en Xena, llevándola a abandonar su ejército y buscar un propósito más noble.
El inicio del cambio: Aunque aún está marcada por su pasado, este momento representa el fin de su vida como conquistadora y el comienzo de su viaje hacia el heroísmo.

## Transformación y Redención
La transformación de Xena de una despiadada conquistadora a una heroína comprometida con la protección de los inocentes es el núcleo emocional de Xena: Warrior Princess. Su viaje hacia la redención no solo está marcado por sus acciones para expiar su pasado, sino también por una lucha interna constante entre el arrepentimiento y la tentación de regresar a su antigua vida. Este proceso evolutivo convierte a Xena en un personaje multifacético, lleno de profundidad y complejidad moral.

#### 1. El Encuentro con Hércules: La Semilla de la Redención
El punto de inflexión inicial en la vida de Xena ocurre durante su aparición en Hércules: The Legendary Journeys. En un principio, Xena busca manipular y derrotar a Hércules para consolidar su poder. Sin embargo, Hércules le ofrece una alternativa a la violencia y el egoísmo que han definido su vida.
La Influencia de Hércules: Hércules no solo derrota a Xena físicamente, sino que también la enfrenta moralmente, mostrándole que su camino de destrucción no es sostenible. Este encuentro la obliga a reflexionar sobre sus acciones y su impacto en los demás.
El Desmantelamiento de su Ejército: Tras su interacción con Hércules, Xena toma la decisión drástica de abandonar su vida como conquistadora. Desmantela su ejército, simbolizando su rechazo al poder corrupto y su primer paso hacia un camino más noble.

#### 2. El Camino Inicial de Redención
Después de renunciar a su pasado, Xena se embarca en un viaje para expiar sus errores. Este período está lleno de desafíos, ya que sus enemigos y las víctimas de sus acciones pasadas no olvidan fácilmente sus crímenes.
Encuentro con Gabrielle: El encuentro con Gabrielle es fundamental para su transformación. Gabrielle, una joven idealista y compasiva, se convierte en la brújula moral de Xena, ayudándola a mantenerse en el camino de la redención. A través de Gabrielle, Xena aprende a confiar nuevamente en los demás y a valorar el poder del amor y la amistad.
Rechazo de Ares: Ares, el dios de la guerra, intenta repetidamente llevar a Xena de vuelta a su lado, tentándola con poder y promesas de grandeza. Sin embargo, Xena rechaza sus ofertas, demostrando su compromiso con su nueva vida.

#### 3. Luchas Internas y Dilemas Morales
El viaje de Xena hacia la redención no es lineal. A menudo se enfrenta a situaciones que ponen a prueba sus convicciones y la obligan a confrontar sus propios demonios.
Culpa y Arrepentimiento: Uno de los mayores retos de Xena es lidiar con la culpa por los actos atroces que cometió durante su vida como conquistadora. La destrucción de Cirra, que resultó en la muerte de los padres de Callisto, es un ejemplo de una acción que la persigue constantemente. Esta culpa impulsa a Xena a tomar decisiones altruistas y arriesgarse por los demás como una forma de expiación.
Dilemas Morales: A lo largo de la serie, Xena enfrenta dilemas donde debe elegir entre el bien mayor y sus propios valores personales. En ocasiones, se ve obligada a usar la violencia para proteger a los inocentes, lo que la hace cuestionar si realmente está cambiando.

#### 4. Actos de Heroísmo y Sacrificio
La redención de Xena no se basa únicamente en arrepentirse de sus acciones pasadas, sino en sus constantes esfuerzos por corregir sus errores y proteger a los vulnerables.
Rescate de Aldeas y Comunidades: Xena dedica su vida a luchar contra la opresión y la tiranía. Utiliza sus habilidades como guerrera y estratega para derrotar a señores de la guerra, bandidos y hasta dioses que amenazan la paz.
Sacrificio Personal: Xena está dispuesta a sacrificarse por el bienestar de los demás. Su capacidad de poner las necesidades de otros por encima de las suyas refuerza su posición como una verdadera heroína. El ejemplo más significativo de esto es su decisión final en Japón, donde elige permanecer muerta para redimir las almas que condenó en Higuchi.

#### 5. Redención a través de Gabrielle
La relación con Gabrielle es un elemento central en el camino de redención de Xena. Gabrielle no solo actúa como un apoyo emocional, sino que también ayuda a Xena a ver el bien que puede hacer en el mundo.
El Papel de Gabrielle como Brújula Moral: Gabrielle desafía constantemente a Xena a actuar con compasión y justicia. Su presencia es un recordatorio constante de que Xena puede ser más que su pasado.
Enseñanzas Mutuas: Mientras Gabrielle guía a Xena hacia el bien, Xena también ayuda a Gabrielle a madurar y a comprender las complejidades del mundo. Juntas forman una relación simbiótica que les permite crecer como personas.

#### 6. El Sacrificio Final en Japón
El acto culminante de redención de Xena ocurre en el episodio final de la serie, A Friend in Need. En esta historia, Xena viaja a Japón para enfrentar a sus propios demonios y salvar las almas de 40,000 personas que murieron debido a sus acciones pasadas.
La Decisión de Permanecer Muerta: Después de ser asesinada y decapitada por un ejército de samuráis, Xena tiene la oportunidad de resucitar. Sin embargo, decide quedarse en el más allá para garantizar la redención de las almas que condenó. Este acto simboliza su sacrificio definitivo y su compromiso con la redención.

## Habilidades y Capacidades.
Xena lucha con unas armas especiales: la espada forjada a mano, un látigo (que unido a su gran poder de lucha corporal la hace muy peligrosa) y el chakram (un arma legendaria proveniente de la India, al que ella controla de forma magistral y única). Además en su viaje a Japón se le forja una katana especial. Siempre es acompañada por su yegua «Argo». 
Gabrielle es llamada la «bardo guerrera» ya que comienza escribiendo todas las historias que vive junto a Xena, pero nunca pelea. En un episodio, por ayudar a la princesa de las amazonas es coronada reina, por eso le enseñan a luchar, convirtiéndose en guerrera. Sus armas son el báculo, los sais y en el último viaje una katana; más tarde acaba cargando con el chakram de Xena.

### Habilidades y Poderes
Xena, la protagonista de "Xena: La princesa guerrera," es una figura formidable con una amplia gama de habilidades y poderes que la hacen una guerrera excepcional. A continuación, se presenta una lista de sus habilidades y poderes místicos:
Habilidades de Combate:
1. Maestría en el Manejo de Armas: Xena posee un dominio excepcional sobre su chakram, una arma que puede lanzar con precisión letal, logrando que rebote en múltiples superficies y regrese a sus manos. Su habilidad va mucho más allá de la simple puntería; Xena tiene un conocimiento sobresaliente del espacio, las dinámicas de los objetos y los posibles trayectos del chakram, lo que le permite no solo atacar a varios objetivos a la vez, sino también anticipar y ejecutar ataques futuros con precisión milimétrica. Un ejemplo destacado de este dominio ocurre en el capítulo 1 de la temporada 6, durante su enfrentamiento contra Ares, quien estaba bajo el control de las Furias. En esa pelea, Xena lanza el chakram al comienzo del combate y, aunque se enfrenta a Ares cuerpo a cuerpo, el arma regresa en el momento exacto para eliminar a las Furias cuando estas abandonan su cuerpo. Además de su precisión y planificación estratégica, el chakram de Xena es una herramienta de asombrosa fuerza destructiva, capaz de cortar materiales como metal y madera con facilidad. En el capítulo 6 de la temporada 6, Xena demuestra su poder al talar tres árboles consecutivos con un solo lanzamiento. Su destreza alcanza un nuevo nivel en el capítulo 2 de la temporada 5, cuando une el chakram de la oscuridad con el de la luz, obteniendo una versión que puede dividirse en dos partes, permitiéndole utilizarlas de forma simultánea y aumentar significativamente su eficacia en combate..
2. Combate Cuerpo a Cuerpo: Posee habilidades superiores en artes marciales y combate mano a mano, permitiéndole enfrentarse a múltiples oponentes simultáneamente.
3. Acrobacias y Agilidad: Xena tiene una agilidad extraordinaria y habilidades acrobáticas, que utiliza para esquivar ataques, realizar saltos impresionantes y maniobras complejas en combate.
4. Estrategia y Tácticas Militares: Es una líder militar experta, capaz de planificar y ejecutar complejas estrategias de batalla. Ejemplos notables incluyen: Temporada 3 Capítulo 13: en donde Xena debe enfrentar y repeler sola a un ejército persa compuesto por un  aproximado de 300 a 400 hombres.
5. Habilidades de Sigilo: Capacidad para moverse sin ser detectada, permitiéndole realizar infiltraciones y emboscadas con eficacia.
6. Conocimientos Médicos: Xena posee capacidad para curar y tratar heridas, lo que le permite mantenerse en combate y cuidar de sus aliados.
7. Maestría Ecuestre: Xena, la Princesa Guerrera, es reconocida no solo por su destreza en combate, sino también por su excepcional habilidad como jinete. A lo largo de sus aventuras, ha montado a su fiel yegua, Argo, así como a otros caballos y en carrozas, utilizando estas habilidades para ganar numerosas batallas y competencias. Su maestría en la equitación le permite realizar maniobras ágiles y estratégicas en el campo de batalla, lo que ha sido crucial para su éxito en enfrentamientos.

### Habilidades Especiales
Uso del Chakram: Puede lanzar su chakram con precisión mortal, y este puede rebotar en objetos y regresar a sus manos. En el capítulo 2 de la temporada 5, a través de la unión del chakram de la oscuridad y el de la luz, obtiene el chakram con la capacidad de   dividirse en dos partes y usarlas simultáneamente. 
Gritos de Guerra: Su distintivo grito de guerra no solo es intimidante, sino que también parece tener un efecto psicológico en sus enemigos.
Manipulación de Fuego Griego: Conocida por su capacidad para manipular este poderoso elemento en combate, mostrando habilidades sobrenaturales.
Conocimiento de Puntos de Presión: Habilidad para incapacitar a oponentes mediante técnicas de acupresión con toques precisos.
Multi-lingüismo: Es capaz de hablar y entender múltiples idiomas antiguos y dialectos, lo que le permite comunicarse en diversas regiones y culturas.
Habilidad Sensorial Sobrehumana:  Los sentidos aumentados de Xena le permiten captar detalles de su entorno que normalmente pasarían desapercibidos, incluso en situaciones caóticas o peligrosas. Esta habilidad incluye:
- Audición Sobrehumana: Xena es capaz de escuchar sonidos a gran distancia, distinguiendo conversaciones, pasos o movimientos en un radio amplio. Esto le da una ventaja táctica en combate, permitiéndole anticipar movimientos de enemigos antes de que sean visibles.
- Percepción Espacial Mejorada: Su capacidad para sentir el espacio que la rodea le permite detectar cambios en su entorno, como la presencia de personas escondidas, armas en movimiento o incluso pequeños ruidos que podrían indicar peligro.
- Control del Ritmo Cardiaco: Xena utiliza esta habilidad para enfocarse en su entorno y aislar estímulos específicos, como los latidos del corazón de un enemigo, lo que demuestra un control físico y mental excepcional.

### Poderes Místicos
Transferencia de Conciencia:
Puede transferir su conciencia a sus descendientes o a otros. Ejemplos notables incluyen:
- Temporada 2, Capítulo 10: Los Pergaminos de Xena son desenterrados en 1940, y el espíritu de Xena posee a Melinda Pappas (descendiente) para evitar que Ares escape de su tumba eterna.
- Temporada 2, Capítulo 13: El espíritu de Xena invade el cuerpo y mente de Autolycus, llevándolo en una búsqueda de Ambrosía para devolverle la vida.
- Temporada 4, episodio 22 y temporada 6, episodio 20, la serie explora cómo las almas de Xena, Gabrielle y Joxer trascienden el tiempo, encontrándose en nuevas vidas en la era moderna.
- Temporada 6 capítulo 16, Xena y Gabrielle son clonadas en la época moderna y reactivadas sus conciencias a través de los capítulos de la serie que existen en su mismo universo.

Invocación de Espíritus: Capacidad para comunicarse con seres del más allá, usándolos en ocasiones para obtener información o asistencia en combate.
Canto Hipnótico: Su canto puede neutralizar el canto de las sirenas, como se evidencia en Temporada 2, Capítulo 19, donde se enfrenta a aguas salvajes durante una aventura en el mar y el      romance a bordo del barco de Ulises.
Resurrección: Xena ha sido resucitada varias veces a lo largo de la serie, implicando una conexión con fuerzas místicas y divinas.
Visiones y Premoniciones: En algunos episodios, Xena recibe visiones o premoniciones que le advierten de futuros eventos o peligros.
Poderes Sobrenaturales Temporales: A lo largo de la serie, Xena adquiere temporalmente diversos poderes sobrenaturales, como la capacidad de lanzar rayos de energía o adquirir superfuerza, generalmente a través de la intervención divina o artefactos mágicos.
- Telequinesis: Capacidad para mover objetos con la mente y generar ondas de energía destructivas, aprendida de su mentora  Lao Ma (Temporada 3, Capítulo 7)
- En los capítulos 6 y 7 de la temporada 5, Xena vuelve a tener acceso a los poderes de Lao Ma. Además de utilizar ondas de energía más fuertes, también puede crear campos de energía capaces de repeler ataques con proyectiles de polvo negro y tiene la capacidad de convertir seres vivos en piedra, así como el uso del viento.
- Temporada 4 capítulo 16, en el cual Xena adquiere los poderes y forma del Dios Krishna para derrotar a      Indrait.
- Temporada 5 capítulo 1: después de su muerte y crucifixión en la temporada 4, Xena y Gabriel se encuentran en el cielo en donde deben luchar contra Callisto y una horda de demonios, en este mismo episodio tanto Gabrielle como Xena adquieren la forma y habilidades temporales de un demonio y de un Ángel.
- Poder de matar Seres sobrenaturales: A partir del episodio 22 de la temporada 5, hasta el capítulo 12 de la temporada 6, Xena recibe el poder de matar seres sobre naturales (dioses, ángeles,Arcángeles, demonios,etc) , otorgado por el Cielo a través del arcángel Michael tras el bautizo de su hija con el fin de  proteger a Eva, su hija y mensajera del cielo. Eva actúa como conducto de este poder, lo que permite a Xena derrotar a los dioses del Olimpo, excepto a Afrodita quien actúa como aliada. Ares, en un acto de sacrificio, renuncia a su inmortalidad para salvar a Gabrielle y Eva, quienes resultan heridas en la confrontación. Con este mismo poder derrota a señor del infierno Mefistófeles, en el capítulo 2 temporada 6, y logra sostener un enfrentamiento contra los Arcángeles Michael, Rafael y Lucifer. Venciendo y enviando al infierno a este último en su forma demoníaca.
- Xena como Valkiria: En la temporada 6, episodios 7, 8 y 9, se revela que Xena fue una líder valquiria en su vida pasada, sirviendo a Odín, el líder de los dioses nórdicos. En esta narrativa, se destaca que Xena poseía el don de las valquirias, lo que le confería habilidades excepcionales en combate y liderazgo. Además, tenía en su poder un anillo forjado por ella misma con el oro del Rin, que había robado a tres ondinas (o doncellas del Rin). Este anillo le ofrecía el poder de un dios a cambio de renunciar al amor.

Poderes Espirituales: En los episodios 1 y 2 de la cuarta temporada de Xena demuestra tener habilidades chamánicas que le permiten:
- Realizar viajes astrales y desdoblamiento astral, separando su alma del cuerpo físico para explorar el plano espiritual, terrenal y el inframundo.
- Comunicarse con seres del más allá  y guiar a las almas de los muertos para ayudarlas a cruzar al otro lado. Estas capacidades, características de un chamán, demuestran que Xena posee un vasto conocimiento de prácticas espirituales que le permiten trascender los límites del mundo físico y adentrarse en los misterios del mundo espiritual. Conexión Espiritual con Gabrielle: A través del mehndi, una forma de arte corporal que simboliza la unión espiritual, Xena establece una  conexión profunda con Gabrielle. Este vínculo se descubre durante su viaje por India en la temporada 4, Capítulo 15. En este episodio, ambas están unidas por sus reencarnaciones a lo largo del tiempo. Esta conexión se vuelve a evidenciar en el Capítulo 22 de la misma temporada, ubicándose en el presente moderno donde sus almas siguen entrelazadas a pesar de las adversidades. Esta habilidad representa la continuidad  espiritual entre ellas a través de las generaciones.

### Conexiones Divinas y Sobrenaturales
1. Protección Divina: Xena es protegida por varios dioses y seres sobrenaturales a lo largo de sus aventuras, lo que a veces le otorga habilidades adicionales o protección en situaciones peligrosas.
2. Héroe Predestinado: Se implica que Xena tiene un destino heroico predeterminado, colocándole en situaciones donde debe enfrentarse a seres místicos, demonios y dioses.

### Poderes Físicos
Aunque no se proporcionan cifras exactas, se sugiere que Xena posee una fuerza, velocidad, agilidad y resistencia muy por encima de lo humano, casi a nivel sobrenatural, lo que la convierte en una guerrera legendaria en la serie. Sus habilidades físicas y de combate la sitúan en un nivel muy superior al de cualquier atleta olímpico.
1. Fuerza Sobrehumana: Xena puede realizar hazañas físicas extraordinarias, mover objetos pesados con facilidad y resistir ataques que dejarían incapacitado a un humano promedio. Su fuerza le permite      enfrentarse a múltiples oponentes u oponentes de gran tamaño como Gigantes y Titanes y salir victoriosa, así como realizar saltos de varios metros de altura únicamente con la fuerza de sus piernas.
2. Velocidad Excepcional: Su agilidad y rapidez en combate son notables, permitiéndole esquivar ataques y moverse con una fluidez que la hace casi imparable en el campo de batalla.
3. Resistencia Sobrehumana: Capaz de soportar grandes daños y seguir luchando, muy por encima de las capacidades de un ser humano normal, además de ser resistente a múltiples venenos.
4. Reflejos Excepcionales: Puede detectar ataques a distancia y reaccionar con gran velocidad, siendo capaz de atrapar flechas en pleno vuelo con sus manos.

### Habilidades de Persuasión y Manipulación
1. Seducción: Utiliza su carisma y atractivo para manipular situaciones a su favor, a menudo seduciendo a sus enemigos o aliados para lograr sus objetivos.
2. Persuasión: Tiene la capacidad de influir en las decisiones de otros, usando su elocuencia y habilidades de      comunicación para convencer a personajes de distintas índoles.
3. Manipulación Emocional: Xena es experta en leer las emociones de los demás y usar esa información para persuadir o desestabilizar a sus oponentes. Esto se evidencia en su capacidad para poner a Lolaus en contra de Hércules en su primera aparición. Otro ejemplo notable es cuando logra seducir y persuadir al arcángel Lucifer de tomar el lugar de Mefistófeles como señor del infierno, lugar que debía tomar Xena al haberlo derrotado.

### Armas Especiales
1. Espada: Porta una espada forjada a mano  que utiliza con gran destreza en combate cuerpo a cuerpo.
2. Chakram: Su icónica arma, un disco circular legendario que controla de forma magistral, usándolo para atacar y desviar proyectiles.
3. Látigo: Xena combina hábilmente el uso del látigo con sus poderosas habilidades de lucha cuerpo a cuerpo.
4. Katana: Durante su viaje a Japón, Xena obtiene una katana especialmente forjada para ella.
5. Otras Armas: También es experta en el manejo de lanzas, dagas y arcos, demostrando su versatilidad en el campo de batalla.

Xena, la Princesa Guerrera, se destaca por su notable capacidad para aprender rápidamente diversas técnicas de sus mentores a lo largo de la serie, no solo de combate sino de todo tipo. Esta habilidad se manifiesta en su capacidad para absorber conocimientos de guerreros experimentados, chamanes y otros personajes, lo que le permite adaptarse y perfeccionar sus destrezas en múltiples ámbitos. Su entrenamiento le otorga no solo habilidades físicas, sino también un entendimiento profundo de la estrategia, la espiritualidad y otras áreas. Esta rápida asimilación de técnicas se refleja en su eficacia en batalla, su capacidad para enfrentar desafíos sobrenaturales, y su versatilidad para desenvolverse en diversos contextos, consolidando su papel como una heroína multifacética. Estas habilidades y poderes hacen de Xena una de las guerreras más formidables y versátiles de la ficción, capaz de enfrentar desafíos tanto mortales como místicos con valentía y habilidad.

## Relaciones Clave

### Relación con Gabrielle
Las relaciones que Xena desarrolla a lo largo de su vida son fundamentales para entender su evolución como personaje. Cada vínculo significativo que establece no solo influye en su camino hacia la redención, sino que también revela diferentes facetas de su personalidad: su fuerza, vulnerabilidad, y capacidad de amar y perdonar. A continuación, se exploran sus relaciones más importantes, incluidas sus conexiones con Gabrielle, Joxer, Ares, y Callisto.
La relación entre Xena y Gabrielle es el corazón emocional de Xena: Warrior Princess. Desde su primer encuentro, Gabrielle se convierte en la compañera más cercana de Xena y un catalizador para su transformación personal.
El Primer Encuentro: Xena conoce a Gabrielle cuando esta última, una joven bardo de Poteidaia, la sigue en busca de aventuras y una vida diferente. Gabrielle se convierte rápidamente en un apoyo esencial para Xena, ayudándola a superar las dudas y el remordimiento por su pasado.
Brújula Moral y Amistad Inquebrantable: Gabrielle representa la compasión y la esperanza que Xena necesita para mantenerse en el camino de la redención. Su relación es más que una simple amistad; juntas forman un vínculo profundo basado en la confianza mutua, el sacrificio y el amor incondicional. Gabrielle actúa como la voz de la razón cuando Xena se enfrenta a decisiones difíciles, reforzando la idea de que siempre hay una opción moralmente correcta.
Un Vínculo Espiritual: En episodios clave, como el arco narrativo en la India, se revela una conexión espiritual más profunda entre Xena y Gabrielle, que trasciende el tiempo y las encarnaciones. Esta relación subraya la idea de que ambas están destinadas a caminar juntas, enfrentando desafíos y creciendo como personas.

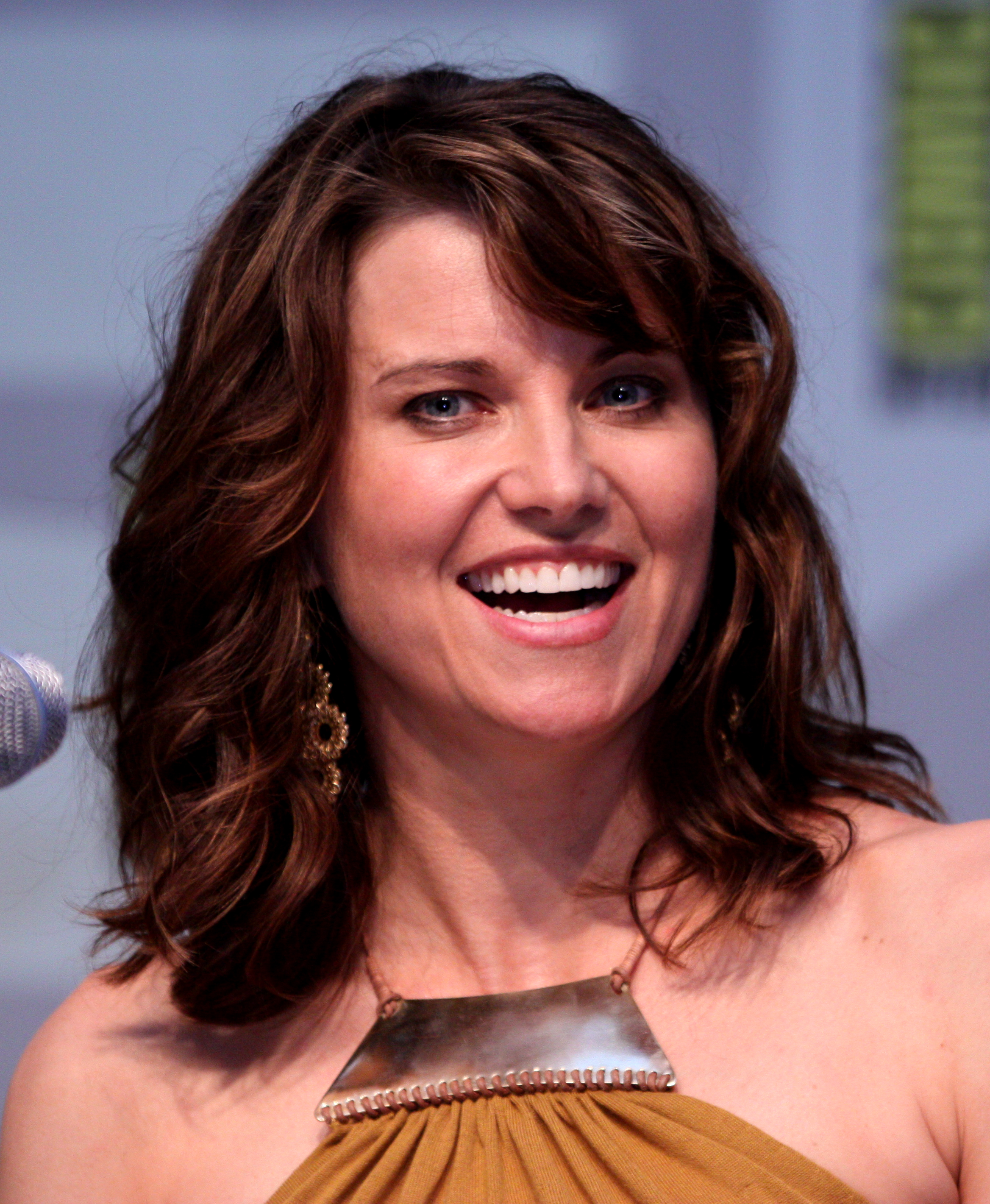
Lucy Lawless, actriz que interpreta a Xena.

La ambigua relación de Xena y Gabrielle ha causado mucha controversia a lo largo de la serie a causa de si contiene o no contenido subliminal sobre su sexualidad, dividiendo a los fanes entre los que advierten este contenido y los que no, lo cual fue aprovechado por los creadores de la serie, manejando la relación entre las protagonistas de forma que a ninguna de las partes se le daba la razón. 
Un ejemplo de estas escenas particularmente comprometidas se encuentra en el capítulo 13 de la segunda temporada (The Quest - La búsqueda), en la que hay una escena (a imagen de la película Ghost) en que Xena está poseyendo el cuerpo de Autolycus, Rey de los Ladrones (uno de sus ocasionales compañeros de aventuras) y se sustituye en cámara la imagen del ladrón por la de ella, de modo que ambas amigas se ven directamente. Xena se acerca a Gabrielle, la abraza, acercan sus labios... y hay un cambio de plano en el que un muy sorprendido Autolycus se encuentra besando a Gabrielle, una vez que el espíritu de Xena le restituye el control de su cuerpo. Hay varias escenas más en las que creativos cambios de escenario, interrupciones de último momento y otros recursos narrativos mantienen el suspense sobre las características de esta relación. También se encuentra una escena muy comprometedora en el capítulo final (Friend in Need II) cuando Gabrielle decide darle agua de una fuente sagrada con los labios dando apariencia de un beso.
Adicionalmente, los creadores han dejado dicho en varias entrevistas que la relación en sub texto de Xena y Gabrielle no se pudo poner mayor foco debido a la casa productora y los patrocinadores de la época.
Sin embargo, en varias congregaciones de fanes, las dos actrices que interpretan Xena y Gabrielle, han dejado en claro un final alternativo para ambos personajes, reivindicando su relación oculta a una canónica.

### Relación con Joxer
Joxer el Magnífico, interpretado por Ted Raimi, es un personaje recurrente en la serie que aporta humor, ternura y un sentido de lealtad inquebrantable a la dinámica de Xena y Gabrielle.
El Torpe Guerrero: Joxer se presenta como un aspirante a guerrero que carece de las habilidades necesarias para destacar en combate. Sin embargo, su valentía y determinación lo convierten en un aliado valioso para Xena y Gabrielle. Aunque a menudo causa problemas debido a su torpeza, también demuestra una capacidad para salvar el día en los momentos más inesperados.
Lealtad y Admiración por Xena: Joxer siente una profunda admiración por Xena, viéndola como un modelo a seguir. A pesar de ser consciente de su propia inexperiencia, Joxer se esfuerza por demostrar su valía en las misiones que comparte con ella. Xena, a su vez, muestra paciencia y afecto hacia él, reconociendo su corazón puro y sus buenas intenciones.
Impacto en la Relación con Gabrielle: Aunque Joxer tiene sentimientos románticos hacia Gabrielle, acepta su lugar como amigo leal. Su relación con ambas protagonistas aporta una dimensión más ligera y emotiva a la narrativa, subrayando la importancia de la amistad sincera en medio de los desafíos.

### Relación con Ares
Ares, el dios de la guerra, es una figura compleja en la vida de Xena, actuando como mentor, tentador y, en ocasiones, aliado.
Relación Ambigua: Ares ve en Xena la encarnación perfecta de sus ideales de guerra y poder, y constantemente intenta atraerla de nuevo a su lado. Aunque Xena rechaza sus propuestas, existe una tensión entre ellos que mezcla admiración mutua, atracción y rivalidad.
Símbolo de su Lucha Interna: Ares representa la tentación de Xena de regresar a su vida pasada. Su relación subraya la lucha constante de Xena por resistir sus instintos más oscuros y mantenerse fiel a su camino de redención.
Aliado en Momentos Clave: Aunque su relación es conflictiva, Ares demuestra en ocasiones estar dispuesto a ayudar a Xena, especialmente cuando sus propios intereses están en juego.

### Relación con Callisto
Callisto es una de las antagonistas más importantes de la serie y una figura que simboliza el peso de los errores de Xena.
El Origen de su Rivalidad: Callisto busca vengar la destrucción de su aldea, Cirra, a manos de Xena, lo que resultó en la muerte de sus padres. Este evento transformó a Callisto en una figura obsesionada con hacer sufrir a Xena.
El Reflejo de sus Errores: Callisto actúa como un espejo de los pecados pasados de Xena, recordándole constantemente las consecuencias de sus acciones. Su relación con Callisto no solo es física, sino también emocional, ya que Callisto personifica el remordimiento y la culpa de Xena.
Intentos de Redención: Aunque Xena intenta en múltiples ocasiones ayudar a Callisto a encontrar la paz, sus esfuerzos son en gran medida infructuosos, destacando los límites de su capacidad para redimir a otros.

### Relación con Eva
Eva, la hija de Xena, juega un papel crucial en su vida, siendo tanto un símbolo de redención como una fuente de conflictos emocionales.
El Nacimiento y su Significado: Eva nace como resultado de la relación entre Xena y la intervención del ángel Calixto. Su nacimiento es considerado un evento predestinado que marcará el destino de los dioses del Olimpo y del mundo mortal. Eva es vista como una figura profética destinada a traer paz al mundo, siendo llamada la Mensajera de la Paz.
La Lucha por Protegerla: Desde su nacimiento, Eva se convierte en el objetivo de los dioses del Olimpo, quienes intentan eliminarla para evitar la profecía que amenaza su existencia. Xena, con la ayuda de Gabrielle, se enfrenta a los dioses para proteger a su hija, lo que resulta en una guerra épica contra el Olimpo.
Su Transformación como Livia: Durante un período de tiempo, Eva es separada de Xena y criada como Livia, una despiadada guerrera romana. Esto crea un conflicto emocional profundo para Xena, quien debe enfrentarse a la persona en la que su hija se ha convertido y luchar para traerla de vuelta al camino de la paz.

### Relación con Alti
Alti, una poderosa chamán y antagonista recurrente, es una de las enemigas más formidables de Xena en el plano espiritual.
Orígenes y Relación con Xena: Alti es una figura sombría que inicialmente forma una alianza con Xena durante sus años como conquistadora. Alti le promete poder ilimitado y la capacidad de gobernar tanto el mundo físico como el espiritual, lo que atrae a la Xena más oscura. Sin embargo, su relación se deteriora cuando Xena comienza a rechazar la influencia destructiva de Alti.
Una Presencia Persistente: A lo largo de la serie, Alti continúa acechando a Xena desde el plano espiritual, usando visiones y maldiciones para debilitarla emocional y físicamente. Alti simboliza los demonios internos de Xena y la constante amenaza de regresar a sus viejos hábitos.
Enfrentamientos Clave: Las batallas de Xena con Alti suelen ser tanto físicas como espirituales. En estos enfrentamientos, Xena demuestra su crecimiento al enfrentar y superar los miedos y la oscuridad que Alti representa.

### Relación con Lao Ma
Lao Ma, una sabia y poderosa gobernante, es una de las figuras más influyentes en la transformación inicial de Xena, enseñándole lecciones sobre espiritualidad, poder interior y compasión.
El Primer Encuentro: Xena conoce a Lao Ma después de ser traicionada por Julio César y quedar gravemente herida. Lao Ma la cuida y le enseña sobre el equilibrio espiritual y la fuerza que proviene de la paz interior. Estas enseñanzas influyen profundamente en Xena, mostrándole que existe una forma diferente de usar su poder.
Lecciones Espirituales: Lao Ma introduce a Xena en el mundo de las energías espirituales, mostrándole cómo controlar el viento, realizar proyecciones de energía y alcanzar un estado de calma mental. Aunque Xena no adopta completamente estas enseñanzas en ese momento, las lecciones de Lao Ma permanecen con ella, emergiendo en momentos clave de su viaje.
El Legado de Lao Ma: Lao Ma representa el ideal de lo que Xena podría llegar a ser: una líder poderosa que combina fuerza y compasión. La influencia de Lao Ma es evidente en las decisiones de Xena posteriores a este encuentro.

### Relación con Julio César
Julio César, el general y emperador romano, es una figura importante en la vida de Xena, representando tanto una relación romántica como una de las mayores traiciones que ha sufrido.
El Romance y la Traición: Xena conoce a César durante su tiempo como conquistadora, y su relación comienza como una alianza estratégica. Sin embargo, César traiciona a Xena, crucificándola y destruyendo su ejército. Esta experiencia fortalece la desconfianza de Xena hacia los demás y marca el comienzo de su deseo de venganza contra él.
La Complejidad de su Relación: Aunque Xena inicialmente busca vengarse de César, también reconoce que su relación con él la ayudó a comprender las consecuencias de confiar en la ambición ciega. César es un recordatorio constante de los peligros de sucumbir al poder por encima de los principios.
Enfrentamientos Posteriores: Xena y César se enfrentan en varias ocasiones a lo largo de la serie, con Xena a menudo frustrando los planes de César de expandir su imperio. Sus encuentros reflejan la tensión entre sus ideales opuestos: la conquista frente a la redención.

### Otros Personajes Clave
Relación con Hércules
Hércules es la figura que introduce a Xena en el camino de la redención. Al enfrentarse a él, Xena aprende que la fuerza verdadera proviene del sacrificio y la justicia, no del poder y la codicia. Su relación es un recordatorio constante de su potencial para cambiar.
Relación con Borias
Borias, un antiguo amante y aliado, desempeña un papel crucial en la vida de Xena durante su etapa como conquistadora. Su relación destaca las tensiones entre el poder, el amor y la moralidad, y su eventual traición deja una marca duradera en Xena.
Relación con Solan
Solan, el hijo de Xena, representa tanto una fuente de dolor como un motivo de redención. La incapacidad de Xena para protegerlo refuerza su compromiso de proteger a los inocentes y expiar sus errores pasados.
Relación con Argo
La relación entre Xena y Argo es profunda y simbiótica. Argo no solo ha sido su compañera leal durante años, sino que también ha jugado un papel vital en numerosas confrontaciones, demostrando su valía tanto en el galope como en el combate. Esta conexión se manifiesta en cómo Argo responde al llamado de Xena desde cualquier lugar y solo permite que ella la monte. A pesar de que Gabrielle también se une a sus aventuras, Argo ha estado al lado de Xena incluso más tiempo. Tras un salto temporal de 25 años, cuando ambas heroínas fueron preservadas en sus tumbas por el poder de Ares, Joxer cuidó de Argo hasta su muerte. Luego, Argo II (hija de Argo) se convierte en la nueva yegua de Xena.

## Momentos Clave
La vida de Xena está marcada por eventos significativos que definen su camino, su evolución y su impacto en el mundo. Estos momentos clave no solo son puntos de inflexión en su desarrollo como personaje, sino también hitos narrativos que profundizan su historia y la enriquecen emocionalmente. A continuación, se detallan los episodios más importantes de su vida y su legado.
1. El Ataque de Cortese y la Muerte de Lyceus
Este evento, ocurrido en su juventud en Amfípolis, es el punto de partida de la transformación de Xena. Al liderar a los aldeanos contra el caudillo Cortese, Xena pierde a su hermano Lyceus, lo que la llena de culpa y desesperación.
Impacto Emocional: La muerte de Lyceus impulsa a Xena a adoptar una filosofía de fuerza y control para proteger a quienes ama, pero también siembra las semillas de su caída moral.
Inicio del Camino Oscuro: Este evento marca el inicio de su vida como la "Destructora de Naciones".
2. Crucifixión por Julio César
La traición de Julio César, quien crucifica a Xena tras una alianza inicial, es uno de los momentos más oscuros de su vida.
Transformación Física y Mental: Gravemente herida y traicionada, Xena aprende que la ambición y la confianza mal dirigida pueden ser mortales.
Renacimiento como Conquistadora: Tras sobrevivir a este evento, Xena se vuelve más despiadada, utilizando la experiencia para fortalecer su control sobre los demás.
3. Encuentro con Hércules
El primer paso hacia la redención de Xena ocurre cuando conoce a Hércules. Inicialmente, busca manipularlo, pero Hércules la desafía física y moralmente, obligándola a confrontar sus acciones pasadas.
Desmantelamiento de su Ejército: Este evento simboliza su rechazo inicial al poder y su búsqueda de un propósito más noble.
Inicio del Camino de Redención: La influencia de Hércules marca el comienzo de su lucha por reparar los daños que causó.
4. Encuentro con Gabrielle
El encuentro con Gabrielle, un joven bardo idealista de Potedia, es un momento crucial en la vida de Xena. Gabrielle se convierte en su compañera más cercana y en su brújula moral.
Inicio de su Amistad: Gabrielle representa la esperanza y la compasión que Xena necesita para mantenerse en el camino correcto.
Vínculo Espiritual: A lo largo de la serie, su relación evoluciona hasta convertirse en una conexión emocional y espiritual profunda que define gran parte del legado de Xena.
5. Destrucción de Cirra y la Creación de Callisto
La destrucción de la aldea de Cirra, que resulta en la muerte de los padres de Callisto, es uno de los mayores errores de Xena. Este evento genera a una de sus némesis más feroces.
Consecuencias del Pasado: Callisto personifica la culpa y el arrepentimiento de Xena, recordándole constantemente los daños de su vida como conquistadora.
Búsqueda de Redención: La lucha de Xena por corregir este error refleja su compromiso con la redención.
6. El Nacimiento de Eva
El nacimiento de Eva, la hija de Xena, es un punto de inflexión tanto en su vida personal como en su legado. Eva representa una nueva oportunidad para que Xena encuentre paz y propósito.
Protección contra los Dioses: Xena arriesga todo para proteger a Eva de los dioses del Olimpo, lo que resulta en una confrontación épica.
Simbolismo de Redención: Eva, como Mensajera de la Paz, simboliza la esperanza y la posibilidad de un mundo mejor.
7. La Guerra contra los Dioses del Olimpo
En los eventos que culminan con la destrucción del Olimpo, Xena enfrenta a los dioses para proteger a Eva y cumplir la profecía de la "Mensajera de la Paz".
Poder para Matar Dioses: Con la bendición del arcángel Michael, Xena obtiene la capacidad de matar a seres sobrenaturales, incluyendo a los dioses.
Sacrificio y Superación: Xena demuestra su disposición a enfrentarse a los enemigos más poderosos por el bien de su hija y del mundo.
8. El Enfrentamiento con Alti
Alti, la chamana oscura, es una figura recurrente que simboliza los demonios internos de Xena y la constante amenaza de regresar a su antigua vida.
Batallas Espirituales: Los enfrentamientos entre Xena y Alti son tanto físicos como espirituales, mostrando la capacidad de Xena para superar sus miedos y su conexión con el mundo místico.
Superación de la Oscuridad: Al derrotar a Alti, Xena reafirma su compromiso con la redención y su rechazo al poder destructivo.
9. El Sacrificio Final en Japón
El acto culminante de redención de Xena ocurre en el episodio final de la serie, A Friend in Need. En Japón, Xena enfrenta a su pasado y hace el sacrificio definitivo para redimir a las 40,000 almas que condenó en Higuchi.
Aceptación de la Muerte: Xena elige permanecer en el más allá para garantizar la paz de las almas, mostrando su disposición a sacrificar su vida por el bien mayor.
Legado Duradero: Este sacrificio simboliza el cierre de su viaje de redención, dejando a Gabrielle como su sucesora.

## La Meta narrativa y Trascendencia de Xena y Gabrille.
Xena, la heroína de Xena: Warrior Princess, es una figura que trasciende los límites de su narrativa al operar simultáneamente como una figura histórica real dentro de su universo y como la protagonista de una serie ficticia en ese mismo contexto. Este enfoque único no solo refuerza el impacto cultural y espiritual del personaje, sino que también convierte a Xena en un mito moderno cuya influencia sigue vigente a través del tiempo, las reencarnaciones y las representaciones mediáticas.

### 1. La Serie Dentro de su Propio Universo
Uno de los aspectos más innovadores de la metanarrativa de Xena: Warrior Princess es que la serie televisiva existe dentro del universo que narra. En el mundo contemporáneo de la serie, las aventuras de Xena son conocidas y celebradas no solo como hechos históricos, sino también como entretenimiento a través de un programa basado en los pergaminos escritos por Gabrielle.
Xena como Personaje Histórico y Ficticio
Los pergaminos de Gabrielle, redescubiertos en el presente, sirven como la base para la producción de la serie ficticia Xena: Warrior Princess. Esto posiciona a Xena como una figura histórica real dentro de su universo, cuyas hazañas han sido adaptadas al formato de entretenimiento, generando una narrativa que conecta la antigüedad con la cultura moderna.
El Doble Rol de Xena
En el mundo contemporáneo, Xena es reconocida tanto como una heroína histórica cuyas acciones son documentadas y estudiadas, como la protagonista de un programa televisivo que revive sus aventuras para una audiencia moderna. Este enfoque refuerza la idea de que las historias heroicas son eternas y pueden inspirar en cualquier contexto.

### 2. Reencarnaciones y Conexión Espiritual
En episodios clave como Temporada 4, Episodio 22 y Temporada 6, Episodio 20, la serie explora cómo las almas de Xena, Gabrielle y Joxer trascienden el tiempo, encontrándose en nuevas vidas y contextos.
Las Reencarnaciones y sus Dinámicas
- Annie: Mujer con la apariencia  física de Xena, pero reencarnación de Joxer.
- Harry: Hombre con la apariencia física de Joxer, pero reencarnación de Xena.
- La Terapeuta: Mujer con la apariencia física de Gabrielle y reencarnación de Gabrielle.

En la temporada 4, episodio 22 estas reencarnaciones modernas descubren sus identidades espirituales, redefiniendo sus relaciones. Harry y la terapeuta (reencarnaciones de Xena y Gabrielle) se reconocen como almas gemelas y se casan, mientras que Annie (reencarnación de Joxer) acepta su destino y se aparta.
Reencarnaciones como Conexión Eterna
La dinámica entre estos personajes subraya que las conexiones espirituales trascienden las barreras físicas, reforzando la idea de que Xena y Gabrielle están destinadas a encontrarse una y otra vez.

### 3. La Trascendencia de Xena
Más allá de las reencarnaciones, la narrativa incluye elementos como clones y pactos espirituales, que amplían la idea de que Xena es una figura que trasciende la mortalidad.
Clones y Conciencias Reactivadas
En Send in the Clones (Temporada 6, Episodio 16), la encarnación contemporánea de Alti utiliza tecnología para crear clones de Xena y Gabrielle. A través del contenido de la serie ficticia, se reactivan las memorias originales de ambas, lo que les permite enfrentarse a Alti en el presente. Al final de episodio tras aparentemente morir en una explosión durante el enfrentamiento contra Alti, se les oberva alejarse al interior de un auto mientras brindan con vino.
El Contrato entre Xena y Ares
En la Temporada 6, Episodio 20, se revela que Xena hizo un trato con Ares en su pasado, ofreciendo su alma en una vida futura a cambio de salvar a Gabrielle. Este contrato resurge en el presente, y durante el enfrentamiento, Ares intercambia las almas de Harry y Annie, dejando a Xena en el cuerpo de Annie. Sin embargo, el contrato es destruido.

### 4. La Ambigüedad de la Muerte de Xena
En el final de la serie, Xena muere físicamente, pero su legado sugiere que su influencia es mucho más profunda que una existencia corporal.
La Muerte Física y Decisión de Xena
En A Friend in Need (Temporada 6, Episodios 21 y 22), Xena sacrifica su vida para liberar a las 40,000 almas que había condenado en su pasado. Gabrielle intenta resucitarla con las aguas de una fuente sagrada, pero Xena decide permanecer en el más allá, argumentando que su sacrificio es necesario para la redención completa. Xena muere de forma definitiva al ser decapitada, marcando un cierre físico a su historia.
El Alma de Xena y su Conexión con Gabrielle
Aunque su cuerpo muere, su espíritu permanece junto a Gabrielle. Al final del episodio, Gabrielle, con las cenizas de Xena y su espíritu a su lado, decide emprender un nuevo viaje hacia la Tierra de los Faraones. Este final establece que Xena sigue existiendo como una presencia espiritual, con la capacidad de hablar e interactuar normalmente con Gabrielle, mostrando que su conexión trasciende incluso la muerte.

### 5.  Continuidad en los Cómics
Aunque la serie concluye con la muerte de Xena, su historia no termina ahí. A través de los cómics publicados por editoriales como Topps Comics, Cómics Forum y Dark Horse, se han expandido diversos momentos de su línea temporal, enriqueciendo el universo narrativo presentado en la televisión. Más adelante, Dynamite Entertainment continuó esta expansión, desarrollando nuevas tramas que se sitúan tras los eventos del final de la serie. En estas historias, no solo se exploran consecuencias posteriores a la muerte de Xena, sino que también se plantea una nueva línea temporal en la que ella sigue viva, permitiendo así prolongar su legado y abrir nuevas posibilidades para el personaje sin contradecir su esencia.
Xena es una figura compleja que opera en múltiples niveles: como una heroína histórica en su universo, como protagonista de un programa ficticio dentro del mismo y como un símbolo que trasciende la muerte física. Aunque muere físicamente y decide no regresar, su espíritu permanece junto a Gabrielle, guiándola en su viaje hacia la Tierra de los Faraones. Este final no solo refuerza la conexión espiritual entre ambas, sino que posiciona a Xena como un mito moderno cuya relevancia continúa inspirando a generaciones

## Influencia
Xena: la princesa guerrera ha sido alabada por una gran cantidad de críticos, incluyendo al creador de la serie Buffy la cazavampiros, Joss Whedon, por abrir el camino a una nueva generación de heroínas de acción como Buffy, Max de Dark Angel, Sydney Bristow de Alias y La Novia de Kill Bill, película de Quentin Tarantino, quien es un gran fan de Xena.
«Xena» se ha convertido en sinónimo de «mujer dura y luchadora» y es muy mencionada en artículos de revistas y en críticas cinematográficas. Por ejemplo, el personaje de Ginebra en la película de 2004 El rey Arturo: La verdadera historia que inspiró la leyenda fue comparado con Xena en varias críticas. También, en 2005, una crítica del Chicago Daily Herald sobre una representación de Enrique IV de Shakespeare, en la que la mayoría de los papeles masculinos eran interpretados por mujeres, fue titulada Shakespeare conoce a Xena. Los críticos se han fijado en que el público de hoy en día puede aceptar fácilmente la feminización de las luchas de poder y de las escenas de batalla de las obras a causa de «la familiaridad de las mujeres luchadoras como Xena». Por otra parte, después del estreno de El Señor de los Anillos: la Comunidad del Anillo, de Peter Jackson, muchos fanes de Tolkien mostraron su desacuerdo con respecto al ampliado papel guerrero que Jackson dio a Arwen, un personaje secundario en los libros, llamando a su versión cinematográfica «XenArwen».
La Secretaría de Estado estadounidense, Condoleezza Rice ha sido apodada «Princesa Guerrera» por sus empleados. Rachel, personaje adolescente de la serie de libros de ciencia ficción Animorphs también fue apodada "Xena, la princesa guerrera" debido a su valentía temeraria y su postura de no tomar prisioneros.
Xena ha sido calificada como un fenómeno de la cultura pop y un icono del feminismo. La influencia del personaje ha despertado el interés académico. Un ejemplo es el ensayo de Kim Tolley Xena, Warrior Princess, or Judith, Sexual Warrior? The Search for a Liberating Image of Women's Power in Popular Culture. El tema ha sido situado en un contexto histórico y cultural más amplio en el ensayo de Sherrie A. Inness Tough Girls: Women Warriors and Wonder Women in Popular Culture.
Xena disfruta de un particular estatus dentro de la comunidad lésbica. Algunas de las aficionadas lesbianas ven en la serie a Xena y Gabrielle como una pareja y las han adoptado como modelo de roles e iconos lésbicos. Un grupo llamado «Xenas en marcha» («The Marching Xenas» en inglés) ha participado en muchos desfiles del orgullo gay.

## Premios
Xena quedó en tercer lugar en la lista de 100 mejores personajes de TV, detrás de Adrian Monk y Steve Urkel.